# Friedrich Müller
Friedrich Müller (Kreuznach, 13 de enero de 1749 - Roma, 23 de abril de 1825), poeta, dramaturgo y pintor alemán, perteneciente al Sturm und Drang, conocido por su ligera prosa sentimental e idilios sobre la vida campesina.
Comúnmente conocido como "Müller el Pintor", estudió esta disciplina en Zweibrücken, y entre 1774 y 1775 se estableció en Mannheim, donde llegó a ser en 1777 pintor de la Corte. Intentó allí también la literatura, bajo el influjo del Sturm und Drang, y compuso un drama lírico, Niobe (1778), que atrajo poca atención. Pero Fausts Leben dramatisiert (Situación de la vida del doctor Fausto) sí llegó al espíritu turubulento de la época, y Gob und Genoveva (comenzado en 1776, pero publicado en 1801) fue una excelente imitación de la obra de Goethe Gotz von Berlichingen. Después decidió seguir una línea más independiente de su modelo a través de sus idilios: Die Schafschur (1775), y Das Nusskernen (1811), en los que abandonó la artificiosidad de Gessner añadiendo un toque de sátira sobre la vida cotidiana de los alemanes.
Le dieron permiso para visitar Italia en 1778 y allí permaneció el resto de su vida; se convirtió al catolicismo en 1780. Los modelos italianos le fueron influyendo y gradualmente dejó la práctica de la pintura para seguir su auténtica vocación de historiador del arte, que pudo ejercer como cicerone de los turistas alemanes que acudían a Roma. Allí falleció el 23 de abril de 1825.